# Chifure AS Elfen Saitama
El Chifure AS Elfen Saitama (ちふれASエルフェン埼玉) es un club de fútbol femenino de Japón, con sede en la ciudad de Saitama en la prefectura de Saitama. Fue fundado en 1991 y juega de local en varios estadios, entre ellos el Kumagaya Athletic Stadium y el Estadio Ōmiya. Compite en la WE League, máxima categoría del fútbol femenino japonés.

## Cambios de nombre
- AS Elfen FC: 1991-2001
- AS Elfen Sayama FC: 2002-2013
- AS Elfen Saitama: 2014-2015
- Chifure AS Elfen Saitama: 2016-presente